# Sympycnus setosipes
Sympycnus setosipes är en tvåvingeart som beskrevs av Speiser 1910. Sympycnus setosipes ingår i släktet Sympycnus och familjen styltflugor.
Artens utbredningsområde är Tanzania. Inga underarter finns listade i Catalogue of Life.